# Cofradía de la Soledad (Ciudad Real)

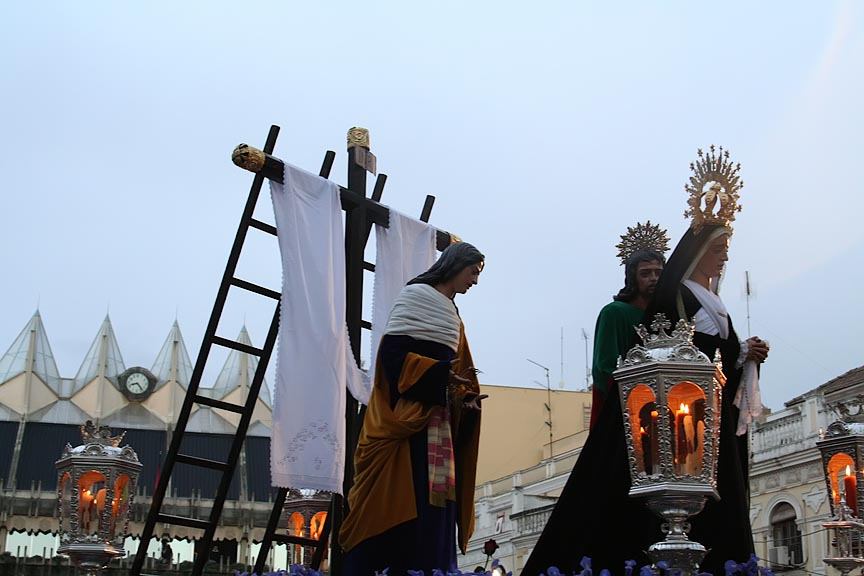
Paso del misterio de la Amargura a su paso por la plaza Mayor.

La Real Cofradía de Nuestra Señora de la Soledad, Tercio de los Siete Dolores, Santa Cruz en el Monte Calvario y María Santísima de la Amargura y San Juan Evangelista procesiona en la Semana Santa de Ciudad Real el Sábado Santo.

## Historia
Está documentada su existencia ya en 1565 mediante la escritura entre los religiosos del convento de san Francisco y la hermandad en la que aquellos ceden a estos parte de unos terrenos del convento para edificar una capilla donde venerar a Nuestra Señora de la Soledad. El convento estaba ubicado donde actualmente se encuentra la residencia universitaria de Santo Tomás de Villanueva en la plaza de san Francisco.
En 1747 se redactaron nuevas ordenanzas que fueron presentadas al Arzobispado de Toledo y fueron aprobadas por el arzobispo de Toledo S.A.R. Luis de Borbón, Infante de España el 8 de marzo de 1748. En 1880, siendo su hermano mayor José Peñalver Sánchez se redactaron nuevas ordenanzas. En 1882 se estrenaron nuevas andas talladas en madera en Murcia para procesionar la imagen. 
En el año 1928 fue constituida la Hermandad de señoras y señoritas. El 21 de abril de 1929 fue nombrada presidenta de honor la reina María Victoria Eugenia, denominándose desde entonces real cofradía. En el mes de septiembre de 1975 aceptaron los entonces príncipes de España, Juan Carlos y Sofía, el título de hermano mayor y camarera mayor honorarios de esta cofradía. 
Actualmente se rige por los nuevos estatutos aprobados en 2010 por el obispo prior Antonio Algora.
La salida, procesional se realizaba el Viernes Santo a las 12 de la noche, pero con el cambio de la liturgia de Semana Santa, pasó a hacerlo desde 1957 en la tarde del Sábado Santo para encerrarse en su templo antes de que comiencen los oficios de gloria.
En el año 1928 se dotó a la imagen de carroza y dosel de plata. Según parece la imagen era del siglo XVII. Desapareció en el año 1936 al igual que los enseres. En 1941 volvió a desfilar el Viernes Santo a las 10:30 de la noche con una nueva imagen perteneciente al sevillano José Rivera que fue sustituida en 1945 por la actual de la gubia del escultor Luis Marco Pérez. 
En 1945 salió de nuevo el paso de la Santa Cruz. En el año 1975 se añadió la Virgen de la Amargura (anterior imagen de la Soledad de José Rivera) al paso de la Cruz, Virgen que en el desfile procesional lleva un manto de terciopelo color rojo. En 2003 se estrenó nueva canastilla en madera de cedro para este paso realizada por escultor local, Francisco Ortega Fernández y en 2004 se le añadió la imagen de María Magdalena, en 2007 la de san Juan Evangelista y en 2010 la de María de Cleofás, todas ellas del escultor sevillano Darío Fernández Parra,y el año 2015 se concluye el misterio con una bellísima Santa María Salomé,obra del escultor e imaginero sevillano Salvador Madroñal Valle. También estrenó capilla y guardabrisas en metal plateado de la orfebrería de Ramón Orovio de Torralba de Calatrava (Ciudad Real). En 2006 se restauró la imagen de la Virgen de la Amargura.
La cofradía pasó algunos años de crisis, hasta el extremo que un año tuvo de salir la procesión con los jóvenes de la Hermandad del Silencio. En el año 1971, se reorganizó la cofradía, habiendo sido entregados los atributos por la Comisión permanente de Semana Santa a Enrique Oliver Cruz. En 1973 se enriquece la cofradía con un nuevo manto, puñal para la Virgen, un cíngulo de oro, caídas de terciopelo para el trono y un nuevo estandarte para la sección de mujeres. En 1975 se adquirieron doce jarras de plata, una corona para la Virgen de la Soledad, además del manto de la Virgen de la Amargura.
El año 1981 la Virgen de la Soledad volvió a ser portada a hombros de costaleros y en 1982 volvió a lucir palio, por lo que desde entonces, los costaleros tienen que sacar el trono de rodillas para que pueda salir por la puerta. En el año 2010 la Virgen de la Soledad estrenó un nuevo palio, de cajón, absolutamente novedoso en Ciudad Real.
Posee la hermandad catorce estandartes con las catorce estaciones del Vía Crucis cuyos lienzos se restauraron en 2004.
Cuando desapareció el convento de san Francisco, fue trasladada a la parroquia de san Pedro en la capilla de san Juan de Dios. El lugar que ocupa actualmente es un altar de la nave izquierda de la parroquia de san Pedro.
En 1980 la hermandad celebró el primer centenario de su reorganización con solemnes cultos y terminando con una procesión de gloria. En esta procesión la Virgen de la Soledad lució el manto de la Virgen de la Soledad de Sevilla y el paso de la Virgen del Mayor Dolor del Silencio. Vino una representación de la cofradía de la Soledad sevillana y en dicha procesión participaron una representación con estandarte de la casi totalidad de las cofradías de Ciudad Real.

## Túnica
Los penitentes llevan una túnica de sarga o tergal negro, alumbrando con cirios también negro. Ciñen la cintura con cinturón de esparto y calzan calcetín y zapato negro.